# Укрзовнішекономбанк
Укрзовнішекономбанк (Укрбанк, Український банк Зовнішекономбанку СРСР) — український республіканський банк зовнішньоекономічної діяльності, який діяв у складі Зовнішекономбанку СРСР 1988—1992 років.

## Історія

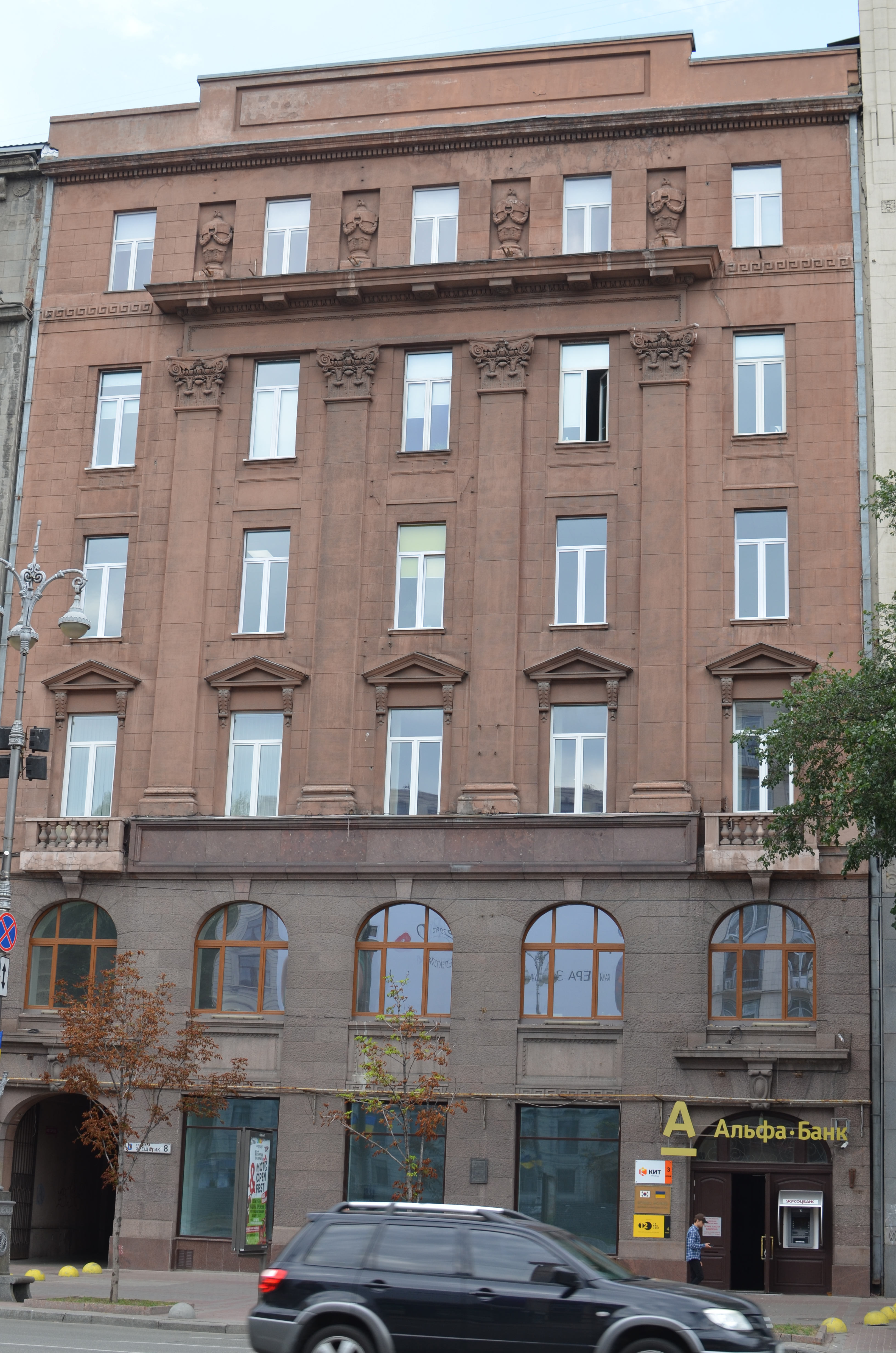
Головна контора банку (Київ, Хрещатик, 8)

1987 року в ході реформи банківського сектору Зовнішторгбанк СРСР був перетворений на Банк зовнішньоекономічної діяльності СРСР (Зовнішекономбанк СРСР). Новий статут був затверджений Радою Міністрів СРСР 14 червня 1988. Носив цю назву до 2007 року.
Забезпечував організацію та проведення розрахунків за експортно-імпортними операціями, кредитування, контроль за виконанням зведеного валютного плану, проводив операції на міжнародних валютних і кредитних ринках, керував мережею радянських закордонних банків, які відповідали за кредитно-розрахункове обслуговування зовнішньоекономічних зв'язків СРСР та інших соціалістичних країн, розміщення валютних ресурсів держави на міжнародних валютних ринках.
1989 року банк мав зв'язки з більше ніж 1800 банками-кореспондентами у 130 країнах світу.
Після розпаду СРСР всі установи Зовнішекономбанку СРСР, які діяли на території України, перейшли у державну власність України. Вісім відділень в таких містах як Київ, Львів, Одеса, Ужгород, Ялта, Донецьк, Дніпропетровськ, Ізмаїл від 3 січня 1992 року увійшли до складу створеного за Указом Президента України № 29/92 «Державного експортно-імпортного банку України» як філії.
У складі банку на базі відділень колишнього Зовнішторгбанку СРСР утворились республіканські банки союзних республік, зокрема:
- Український банк Зовнішекономбанку СРСР (Укрзовнішекономбанк, Укрбанк), який об'єднав відділення у 8 містах УРСР (1988)
- Білоруський республіканський банк Зовнішекономбанку СРСР на базі відділення в м. Мінську (січень 1988 року)[5]
- Казахський республіканський банк Зовнішекономбанку СРСР (23 січня 1990 року) в Алма-Аті.[6]
- Азербайджанський республіканський банк Зовнішекономбанку СРСР (1990)[7]

В Росії банк продовжував діяти під назвою «Зовнішекономбанк СРСР» до 2007 року.
При цьому, у квітні 2002 року цей банк був призначений агентом з інвестування тимчасово вільних активів Пенсійного фонду в цінні папери, деноміновані в іноземній валюті, а в січні 2003 року було створено спеціальний структурний підрозділ для управління пенсійними фондами; Банк був призначений «Державною компанією, що керує довірчим управлінням», відповідальною за інвестування російських пенсійних фондів..
17 травня 2007 року «Зовнішекономбанк СРСР» був перетворений на банк розвитку «Зовнішекономбанк» (рос. «Внешэкономбанк»).
2018 року банк розвитку «Зовнішекономбанк» був реорганізований в державну корпорацію розвитку «ВЕБ.РФ» з новими функціями.

## Діяльність Укрзовнішекономбанку
До 1988 року в Україні діяла мережа відділень Зовнішторгбанку СРСР у восьми містах республіки (у Києві, Львові, Одесі, Ужгороді, Ялті, Донецьку, Дніпропетровську, Ізмаїлі), які були незалежними одне від одного і підпорядковувались безпосередньо центральному апарату в Москві.
Функції цих відділень були обмеженими — прийом та видача готівкової валюти, оплата закордонних відряджень, поїздок та інші неторгові операції.
1988 року після реорганізації Зовнішторгбанку СРСР було створено Український банк Зовнішекономбанку СРСР з головною конторою в м. Києві, яка розміщувалась за адресою Хрещатик, 8. Управління та відділення у Львові, Одесі, Ужгороді, Ялті, Донецьку, Дніпропетровську, Ізмаїлі були підпорядковані київській конторі.
Тоді ж був і призначений перший Голова Правління Укрбанку Зовнішекономбанку СРСР (Укрзовнішекономбанку) Терпило Валентин Павлович, який до цього був заступником міністра фінансів УРСР. Він очолював Укрзовнішекономбанк до 1992 року, тобто до часу його реорганізації в «Укрексімбанк». За ініціативою В. Терпила українська контора Зовнішекономбанку СРСР значно розширила перелік функцій, впроваджувала власні практики зовнішньоекономічної діяльності. Створивши власну нормативну базу, український підрозділ банку одним з перших в СРСР організував безготівкові операції з купівлі-продажу валют юридичним особам (практично валютну біржу). У той час як в Москві ці операції були занадто забюрократизовані, до Київського офісу потягнулися підприємства з інших республік, у тому числі російських. Одночасно банк починає здійснювати кредитні операції в іноземній валюті, хоча в цей час ці функції дуже жорстко контролювались Москвою та обмежувались за обсягами. В Укрзовнішекономбанку відкрили свої рахунки понад 5 тис. підприємств і організацій. Обсяг кредитних вкладень — понад 4,5 млрд крб. Банк практикував цільове валютне кредитування. Обсяг міжнародних розрахунків перевищив 3 млрд крб., хоча кореспондентських відносин з зарубіжними банками український підрозділ не мав.
20 березня 1991 року постановою Верховної Ради УРСР було введено в дію Закон України «Про банки та банківську діяльність», згідно з яким всі відділення союзних банків на території України перейшли у власність України.
3 січня 1992 року на базі установ Укрбанку Зовнішекономбанку СРСР був створений Державний експортно-імпортний банк України.
В четвертому кварталі 1991 року проблеми з ліквідністю призвели до введення Зовнішекономбанком СРСР обмежень спочатку за окремими валютами, а згодом і за окремими країнами. У зв'язку з цим резидентам України стало складно здійснювати зовнішньоекономічні платежі. А у грудні 1991 року банк зупинив розрахунки повністю — фактично збанкрутував. Щоб уникнути такої же участі, Укрексімбанку довелось зараховувати кошти цим підприємствам самостійно.

## Відділення
Укрзовнішекономбанк мав відділення у містах: Київ, Львів, Одеса, Ужгород, Ялта, Донецьк, Дніпропетровськ, Ізмаїл.

## Персоналії Укрзовнішекономбанку
- Терпило Валентин Павлович — Голова Правління (1988—1991)
- Терьохін Сергій Анатолійович — помічник Голови Правління, голова служби банківського маркетингу (грудень 1988 — серпень 1991)
- Капустін Віктор Володимирович (1988—1991)
- Яременко Сергій Олександрович (1978—1991)
- Кутузова Тетяна Петрівна (1988—1991)